# 班尼特彗星
班尼特彗星（C/1969 Y1）為長週期彗星，由約翰·班尼特（John Caister Bennett）於1969年12月28日所發現，當時彗星距離太陽約有2天文單位(AU)。1970年3月20日彗星通過近日點，3月26日彗星最接近地球，從2月上旬一直到5月中旬都可以用肉眼直接觀測彗星，彗星最大亮度約為0等。班尼特彗星最後一次被觀察到是在1971年2月27日。

## 外部連結
- Cometography.com （页面存档备份，存于）
- JPL Orbit Simulation Archive.today的存檔，存档日期2012-12-13。